# Gourmet Musical Ediciones
Gourmet Musical Ediciones es una editorial argentina fundada en 2005 por Leandro Donozo y dedicada exclusivamente a la publicación de libros sobre cultura musical y musicología especializada en temas argentinos y latinoamericanos. 

Según su propia definición "se propone publicar trabajos que, sin resignar rigor científico, teórico y/o documental puedan ser un aporte, no sólo para los profesionales de la música y la musicología, sino para facilitar y mejorar el acceso al conocimiento musical del resto del campo intelectual y cultural" y según un artículo en la revista Espacios (editada por la Facultad de Filosofía y Letras de la Universidad de Buenos Aires) "combina un trabajo muy serio de edición con temáticas que sean atractivas para un público amplio". Según Donozo: 

"Quizá buena parte de la cultura y lo que ahora se llama industrias creativas haya estado tradicionalmente en la Argentina basada en la copia disfrazada de inspiración. El diseñador de modas que viaja a Milán a buscar que tiene que producir para la próxima temporada, el productor teatral que vuela a Nueva York a ver qué obras funcionan; el empresario de medios que a la hora de empezar un nuevo diario o revista lo hace directamente imitando algún modelo extranjero; el diseñador o el publicitario que comienza cualquier trabajo buscando algún ejemplo del que copiarse en esos libros ilustrados carísimos que compró en algún viaje; el músico que lleva su devoción por el ídolo a la imitación. Es muy fuerte la idea de que hay una especie de división del trabajo en la que a nosotros nos toca resignarnos a traer ideas de “allá” y buscar cómo adaptarlas “acá”. Descreo y rechazo esta forma de trabajar y cuando alguien me propone o fundamenta una idea en esos términos me quita todo interés. Tampoco soy tan necio como para pensar que uno puede pensar todo de cero y ser totalmente original, pero me parece que hay que tener más confianza en la posibilidad de tener ideas propias. No todo está hecho ya y no se le puede echar la culpa a ninguna restricción material para no pensar y tener ideas propias. O sea, Gourmet Musical Ediciones no se basó en ningún modelo, porque no conozco ninguna otra editorial así en el mundo. De la misma manera, mis libros, el Diccionario bibliográfico de la música argentina (y de la música en la Argentina) y la Guía de revistas de música de la Argentina son “géneros” inexistentes que yo fui desarrollando para poder buscar información bibliográfica de la manera en que a mí me parecía necesario y no podía encontrar en las fuentes preexistentes. Somos la primera y única editorial argentina dedicada exclusivamente a la publicación de libros sobre música (y digo de Argentina porque no me he dedicado a buscar si hay muchas otras en otros lados). Y surge de al menos dos necesidades personales. Por un lado, la de que hubiera libros sobre temas que me interesaban y de los que no encontraba bibliografía hechos con un enfoque diferente a buena parte del material circulante. Por el otro, de la necesidad de combinar mis intereses profesionales y mi curiosidad intelectual (y musical) con un emprendimiento sustentable económicamente sin caer en la dependencia de la cada vez más insatisfactoria y frustrante carrera académica."  

Su primer título fue el Diccionario bibliográfico de la música argentina (y de la música en la Argentina), de Leandro Donozo publicado en el año 2006, libro que según la Revista Argentina de Musicología constituye "una herramienta fundamental para quienes busquen iniciarse en casi cualquier tema vinculado con la música en la Argentina" y que el diario La Nación (Argentina) definió como "una tarea ciclópea y absolutamente imprescindible". Desde entonces, ha publicado libros tanto de musicólogos como Omar Corrado, Esteban Buch, Enrique Cámara de Landa, Melanie Plesch, Juan Pablo González, Pablo Kohan, Silvina Luz Mansilla, Omar García Brunelli o Cintia Cristiá y periodistas como Miguel Grinberg, Sergio Pujol, Norberto Cambiasso y Martín Graziano entre otros y traducido por primera vez al castellano la obra del musicólogo canadiense Jean-Jacques Nattiez.
Una de las características de su catálogo es la especialización en temas relacionados con la música sin distinciones de géneros o estilos. En palabras de su director: 

"Descreo también de la visión habitual de los medios que entienden la música exclusivamente en función de una distinción de géneros que solo es útil a ciertos pequeños fines prácticos. A mí me interesa toda la música y limitarse a uno o dos géneros me parece de una falta de curiosidad que me resulta incomprensible e imperdonable en quien diga interesarse seriamente o profesionalmente en la música. Es quizás una enseñanza de la antropología, la de pensar toda la música como la producción de una comunidad determinada en un espacio y momento determinado. Para mí el jazz, el rock, el folklore, el tango, la música clásica, la contemporánea y todas esas categorías tienen más en común que de diferente. Por decir cosas básicas, están casi todas basadas en el sistema tonal europeo o sus derivaciones, usan casi los mismos instrumentos, estudian en los mismos lugares casi con los mismos métodos, comparten públicos, sistemas de promoción, de producción, ámbitos de ejecución… A mi modo de ver, separar estas músicas da una visión demasiado parcializada y hasta aburrida del amplio campo de la música y personalmente cada vez me resultan más interesantes aquellas músicas que no puedo meter en ninguna de estas categorías". 

Fue reconocida en 2019 por la Fundación Konex como uno de los Hechos Destacados más importantes de la música clásica de la última década en la Argentina.

## Títulos publicados
- Donozo, Leandro (2006). Diccionario bibliográfico de la música argentina (y de la música en la Argentina). Gourmet Musical Ediciones. p. 534. ISBN 978-987-22664-5-5.

- Cristiá, Cintia (2007). Xul Solar, un músico visual. La música en su vida y obra. Gourmet Musical Ediciones. p. 143. ISBN 978-987-22664-1-7.

- Cristiá, Cintia (2011). Xul Solar, un músico visual. La música en su vida y obra (2.ª edición). p. 152. ISBN 978-987-25614-5-1.

- García Brunelli, Omar (ed.); Atlas, Allan W.; Butler Cannata, David; Cañardo, Marina; Donozo, Leandro; Gerszkowicz, Silvia; Illari, Bernardo; Krämer, Ulrich; Kuri, Carlos; Kuss, Malena; Kutnowski, Martín; López, Sonia Alejandra; Martino, Alejandro; Mauriño, Gabriela; Pelinski, Ramón; Pujol, Sergio; Saito, Mitsumasa (2008). Estudios sobre la obra de Astor Piazzolla. Gourmet Musical Ediciones. p. 304. ISBN 978-987-22664-2-4.

- García Brunelli, Omar (ed.); Atlas, Allan W.; Butler Cannata, David; Cañardo, Marina; Donozo, Leandro; Gerszkowicz, Silvia; Illari, Bernardo; Krämer, Ulrich; Kuri, Carlos; Kuss, Malena; Kutnowski, Martín; López, Sonia Alejandra; Martino, Alejandro; Mauriño, Gabriela; Pelinski, Ramón; Pujol, Sergio; Saito, Mitsumasa (2014). Estudios sobre la obra de Astor Piazzolla (2.ª edición). Gourmet Musical Ediciones. p. 304. ISBN 978-987-29830-6-2.

- Grinberg, Miguel (2008). Cómo vino la mano. Orígenes del rock argentino. Gourmet Musical Ediciones. p. 292. ISBN 978-987-22664-3-1.

- Grinberg, Miguel (2014). Cómo vino la mano. Orígenes del rock argentino (2.ª edición). Gourmet Musical Ediciones. p. 292. ISBN 978-987-29830-7-9.

- Dimov, Jorge; Echenbaum Joinsz, Esther (2009). Leopoldo Federico, el inefable bandoneón del tango. Gourmet Musical Ediciones. pp. 280 + DVD. ISBN 978-987-22664-5-5.

- Nattiez, Jean-Jacques (2009). Proust músico. Gourmet Musical Ediciones. p. 120. ISBN 978-987-22664-7-9.

- Donozo, Leandro (2009). Guía de revistas de música de la Argentina (1829-2007). Gourmet Musical Ediciones. p. 302. ISBN 978-987-22664-6-2.

- García, María Inés (2010). Tito Francia y la música en Mendoza, de la radio al Nuevo Cancionero. Gourmet Musical Ediciones. p. 200. ISBN 978-987-22664-4-8.

- Corrado, Omar (2010). Música y modernidad en Buenos Aires (1920-1940). Gourmet Musical Ediciones. p. 376. ISBN 978-987-22664-8-6.

- Kohan, Pablo (2010). Estudios sobre los estilos compositivos del tango (1920-1935). Gourmet Musical Ediciones. p. 102. ISBN 978-987-25614-1-3.

- García Brunelli, Omar (2010). Discografía básica del tango (1905-2010). Su historia a través de las grabaciones. Gourmet Musical Ediciones. pp. 152 + CD de audio. ISBN 978-987-25614-2-0.

- Pujol, Sergio (2011). Historia del baile. De la milonga a la disco. Gourmet Musical Ediciones. p. 364. ISBN 978-987-25614-4-4.

- Mansilla, Silvina Luz (2011). La obra musical de Carlos Guastavino. Circulación, recepciones, mediaciones. Gourmet Musical Ediciones. p. 344. ISBN 978-987-22664-9-3.

- Graziano, Martín (2011). Cancionistas del Río de la Plata. Después del rock: una música popular para el siglo XXI. Gourmet Musical Ediciones. p. 320. ISBN 978-987-25614-6-8.

- Buch, Esteban (comp.) (2012). Tangos cultos. Kagel, J.J. Castro, Mastropiero y otros cruces musicales. Gourmet Musical Ediciones. p. 224. ISBN 978-987-25614-7-5.

- Mansilla, Silvina Luz (comp.) (2012). Dar la nota. El rol de la prensa en la historia musical argentina. Gourmet Musical Ediciones. p. 256. ISBN 978-987-25614-3-7.

- González, Juan Pablo (2013). Pensar la música desde América Latina. Gourmet Musical Ediciones. p. 256. ISBN 978-987-25614-9-9.

- Nattiez, Jean-Jacques (2013). Mito, ópera y vanguardias. La música en la obra de Lévi-Strauss. Gourmet Musical Ediciones. p. 224. ISBN 978-987-29830-0-0.

- Favoretto, Mara (2013). Charly en el país de las alegorías. Un viaje por las letras de Charly García. Gourmet Musical Ediciones. p. 192. ISBN 978-987-29830-1-7.

- Rangel, Joselo (2014). Crócknicas de un tacvbo. Gourmet Musical Ediciones. p. 304. ISBN 978-987-29830-4-8.

- Plesch, Melanie (ed.) (2014). Analizar, interpretar, hacer música. De las Cantigas de Santa María a la organología. Gourmet Musical Ediciones. p. 608. ISBN 978-987-29830-4-8.

- Corrado, Omar (comp.) (2014). Estudios sobre la obra musical de Graciela Paraskevaídis. Gourmet Musical Ediciones. p. 160. ISBN 978-987-29830-5-5.

- Cambiasso, Norberto (2014). Vendiendo Inglaterra por una libra. Una historia social del rock progresivo británico. Tomo I: Transiciones de la psicodelia al prog. Gourmet Musical Ediciones. p. 400. ISBN 978-987-29830-9-3.

- Igarzábal, Nicolás (2015). Cemento, el semillero del rock. Gourmet Musical Ediciones. p. 256. ISBN 978-987-38230-1-5.

- Favoretto, Mara (2017). Spinetta: mito y mitología. Gourmet Musical Ediciones. p. 136. ISBN 978-987-38231-4-5.

- Lezcano, Walter (2018). Días distintos, la fabulosa trilogía de fin de siglo de Andrés Calamaro. Gourmet Musical Ediciones. p. 192. ISBN 978-987-38232-7-5.

- Pedrotti, Fabrizio (2019). El Ritual de Jane's Addiction. Gourmet Musical Ediciones. p. 152. ISBN 978-987-38233-4-3.
- Gilbert, Abel y Liut, Martín (comps.) (2019) Las mil y una vidas de las canciones. Gourmet Musical Ediciones. p. 264 ISBN 978-987-3823-33-6

- Revello, Juan Cruz (2019). La lengua universal. Fans de los Rolling Stones alrededor del mundo. Gourmet Musical Ediciones. p. 112. ISBN 978-987-3823-35-0.

- Berti, Eduardo (2019). Por. Lecturas y reescrituras de una canción de Luis Alberto Spinetta. Gourmet Musical Ediciones. p. 152. ISBN 978-987-3823-36-7.

- Parisi, Claudio (2019). Grandes del jazz internacional en Argentina (1956-1979). Gourmet Musical Ediciones. p. 360. ISBN 978-987-3823-37-4.

- Pistoia, Bárbara (2019). Por qué escuchamos a Tupac Shakur. Gourmet Musical Ediciones. p. 128. ISBN 978-987-3823-39-8.

- Auslender, Alejo (2019). El Coso del rock. Diario íntimo del under. Gourmet Musical Ediciones. p. 96. ISBN 978-987-3823-38-1.

- Scott, Edgardo (2020). Por qué escuchamos a Stevie Wonder. Gourmet Musical Ediciones. p. 96. ISBN 978-987-3823-41-1.

- Giménez, Martín (2020). Héctor Larrea, una vida en la radio. Gourmet Musical Ediciones. p. 192. ISBN 978-987-3823-44-2.